# 掬い投げ
掬い投げ（すくいなげ）とは、相撲の日本相撲協会制定決まり手八十二手、投げ手の一つである。差し手で褌を取らず、相手をすくうようにして投げる技。技の性質上比較的差し手を容易に取ることができる上に相手の差し手を封じる効果も兼ねるため、手堅い守りの相撲を取る際に重宝される。反面廻しを取っての投げより威力が低いため、決め手となりづらい場合も少なくない。これを十分な武器として扱うためには強い回転が利く上体の柔軟性、或いは強い筋力が必要となる。かつては横綱・大鵬幸喜や旭富士正也が得意としており、この2人は上体の柔軟性を活かして掬い投げを決めていた。
武蔵丸光洋は太い腕を活かして右を差して出る相撲にモデルチェンジしてからは、これを利用した掬い投げを得意としていた。彼の場合は右差し一本で相手を浮かせて寄り切るつもりが力が余って相手が吹き飛んだ取組で便宜上掬い投げを決まり手に宣告されることが多かった。
舛ノ山大晴が得意としている。
講道館機関誌『柔道』1948年5月号で、玉嶺生は、柔道では浮腰の一部にあたるだろうと述べている。柔道にも同名の技掬投が存在するが、動作に相似点のない全く別の技である。掬い投げは柔道の掬投よりは大腰のほうが動作としては近い。一方、玉嶺生は大腰は相撲では腰投げにあたる旨、述べている。

## 歴史に残る掬い投げ
- 1990年（平成2年）3月場所の7日目、昭和の大横綱と呼ばれた千代の富士貢は前頭西3枚目・花ノ国明宏と対戦し、この技を決めて勝利。この取組の勝利で千代の富士は、当時大相撲史上前人未到の、「通算1,000勝」という大記録を達成した。
- 同1990年（平成2年）7月場所の千秋楽結びの一番、13勝1敗で2場所連続優勝に王手をかける大関・旭富士と12勝2敗で追いかける横綱・千代の富士との対戦で、土俵際で千代の富士が左で上手投げを打つと旭富士も千代の富士の頭を押さえつけながら右から掬い投げで打ち返し、勝負を決めた。この勝利により旭富士は大関で2場所連続優勝を果たし、7月場所後に苦労の末横綱昇進となった。
- 1999年11月場所千秋楽、2場所連続優勝を狙う武蔵丸と復活優勝を懸ける貴乃花の11勝3敗同士の相星決戦で、大熱戦の末、武蔵丸が、貴乃花が一度上下真っ逆さまの体勢になって背中から土俵に倒れるという程の掬い投げで下し、2場所連続7回目の優勝を決めた。
- 2016年11月場所の3日目、勢と輝の幕内では昭和以降初となる漢字一文字同士の直接対決で、勢が輝に対してこの技を決めた。
- 2017年1月場所千秋楽、結びの一番は既に初優勝を決めていた大関稀勢の里と横綱白鵬の対戦だった。稀勢の里は立ち合いから白鵬に一気に攻め込まれたが、土俵際で逆転の掬い投げで白鵬を下し14勝1敗で場所を終えて初優勝に花を添えた。稀勢の里は場所後に横綱に推挙されたため、この一番が稀勢の里にとって31場所務めた大関としての最後の一番となった。